# District de Muzaffarabad
Le district de Muzaffarabad est une subdivision administrative pakistanise du nord du territoire de l'Azad Cachemire dont il est le second district par sa superficie. Cependant, avec 650 370 habitants en 2017, il est le plus peuplé d'entre eux, accueillant la capitale de l'Azad Cachemire, Muzaffarabad qui est aussi le chef-lieu du district.